# 新王宫 (斯图加特)
新王宫（das Neue Schloss）是一座18世紀的巴洛克风格的宫殿，位于德国斯图加特的中心广场王宫广场的南侧，毗邻老王宫。該宮殿是德國南部最後建造的大型城市宮殿之一。王宫广场毗邻该市另外两个受欢迎的广场：南面的卡爾廣場和西南面的席勒广场。只有在特殊安排下才允許公眾參觀該建築。

新宮得名於符騰堡公爵卡爾·歐根，建築的設計則委託尼古勞斯·弗里德里希·馮·圖雷負責，而後則由利奧波爾多·雷蒂、菲利普·德·拉蓋皮耶爾和萊因哈德·海因里希·費迪南德·菲舍爾負責再進行宮殿的設計、歷史和建造做出貢獻。从1746年到1797年，以及从1805年到1807年，新王宫曾两度作为符腾堡国王的驻地（其他时间则设于路德维希堡的路德维希堡宫）。1920年4月15日，后来的德国总统里夏德·馮·魏茨澤克男爵就出生在新王宫。
第二次世界大战期间，新王宫几乎被盟军轰炸所彻底摧毁，只剩下一個廢墟。最終同意在 1957 年對其進行重建。1958年到1964年间修复。此后曾为巴登符腾堡州议会使用，目前为州财政和教育部使用。

## 外部連結
- （德語） Neus Schloss Stuttgart (Staatliche Schlösser und Gärten Baden-Württemberg) （页面存档备份，存于）
- （英語） Neues Schloss (New Castle) (Region Stuttgart) （页面存档备份，存于）
- （德語） New Castle Stuttgart (Schlösser & Burgen in Baden-Württemberg) （页面存档备份，存于）